# Liste d'explorateurs de la Sibérie
- Behring, Vitus Jonassen "Ivan Ivanovitch" : marin, explorateur
- Erman, Georg Adolf :
- Georgi, Johann Gottlieb : géographe, chimiste
- Hansteen, Christopher : astronome, physicien
- Laptev, Dmitrij Jakovlevitch : marin, explorateur
- Laptev, Xariton Prokofjevitch : marin, explorateur
- Müller, Gerhard Friedrich :
- von Middendorf, Alexander Theodor : explorateur, naturaliste
- Nordenskiöld, Adolf Erik (Nils) : géologue, explorateur
- Pallas, Peter Simon : naturaliste, explorateur
- Prontchichtchev, Vasilij Vasiljevitch : marin, explorateur
- Ritter, Carl : géographe, explorateur
- Tatichtchev, Vasilij Nikititch : géographe, explorateur
- Tchel'ouskin, Semën Ivanovitch : marin, explorateur
- Radde, Gustav Ferdinand Richard : naturaliste, explorateur
- Martin, Joseph : géologue, topographe et explorateur